# Skibbroen (Ribe)
 Der er for få eller ingen kildehenvisninger i denne artikel, hvilket er et problem. Du kan hjælpe ved at angive troværdige kilder til de påstande, som fremføres i artiklen.

Skibbroen er stedet hvor Ribe Å samles af åløbet mod øst, efter at være splittes op i tre gennemløb genne byen via Ydermøllen, Midtmøllen og Frislusen (tidl. Kongens Mølle) og som Ribe Vesterå fortsætter ud i Vadehavet.
Den fungerede i århundreder som knudepunkt for handel via skibsfart til og fra byen.
Siden 1972 har vadehavseverten Johanne Dan haft fast hjemsted her.

## Skibbroen 13 - Restaurant Sælhunden
Skibbroens bedst bevarede og uden tvivl mest bemærkelsesværdige hus, er Skibbroen 13.
Huset er endnu et eksempel på datidens turistforening, opkøbte byens vigtigste huse, restaurerede dem og solgte dem igen.
Skibbroen 13 menes at være opført omkring år 1600. Datidens turistforening købte huset i 1969 af Skomager Nissens arvinger.
Huset var på det tidspunkt i meget dårlig stand og blev restaureret og ført tilbage til sit oprindelige udseende under ledelse af arkitekt Hans Henrik Engqvist.
D. 1. april 1969 var restaureringen færdig og Sælhunden så for første gang dagens lys. Oprindelig var Sælhunden en gæstgivergård placeret i naboejendommen, Skibbroen 9-11.

### Ejerforhold siden 1969
- 1969-1970: Turistforeningen, forpagter, Bertha Nordahl Christensen
- 1970-???: Solvej og Dagfiin Salvorsen
- ????-1981: Kirsten og Birthe Volkerts
- 1981-1989: Hasse Tranholm
- 1989-2007: Tove og Folmer Hausted - konceptet ændres fra restaurant/værthus, til kun at være restaurant
- 2007-nu: Rinda Klausen

## Skibbroen 19 - Brumbassens hus
Hans Jørgen Rasmussen - lokalt kaldet Brumbassen hus, er ikke mere. Det nuværende hus er fra 1933. Det er heller ikke så meget huset, der har skrevet sig ind i historien. Det er det lille bræt, der sidder ved siden af døren ind til huset. Dette er den oprindelige stormflodssøjle, hvor Hans Jørgen Rasmussen har markeret hvor højt vandet stod i Ribe under stormfloderne i 1634, 1825, 1839, 1852, 1881, 1904, 1909 og 1911. (Stormfloden i 1911 er vel dokumenteret i filmen Gamle Ribe-Minder)
Der er tale om et ganske simpelt bræt. På Hugo Matthiessen foto af huset fra 1917, ses Brumbassen sidde på bænken foran sit hus. Men man ser også tydeligt brættet ved siden af døren ind til Skibbroen 19.

## Skibbroen 29 - Aldershvile
Bygningen er opført i 1852 for bomuldsfabrikant Christian Giørtz. Huset er en kopi af et hus ved Themsen i England, som Christian Giørtz havde set på en forretningsrejse til England.

## Stormflodssøjlen
Endnu ses de oprindelige stormflodsmarkeringer på et bræt ved døren til Skibbroen
Da ikke alle umiddelbart bemærkede dette bræt, opstod ideen om en egentlig stormflodssøjle. Ideen tilskrives tømrermester Daugaard Peters og blev taget op af Ribe Turistforening.
Den oprindelige stormflodssøjle var udarbejdet af et stort egetræ fra Gram Skov. Søjlen er tegnet af arkitekt Axel Hansen og inspireret af gondolernes fortøjningspæle i Venedig
Markerede stormfloder på søjlen, fra øverste og ned: 1634, 1825, 1911, 1909 og 1904
Manglende markeringer: 1839, 1852 og 1881
Stormflodssøjlen blev indviet d. 14. november 1922

## Eksterne Links
- Historisk Atlas om Den Gamle Stormflodssøjle: https://historiskatlas.dk/@55.3293633,8.7627589,19z
- Live Web Cam fra Skibbroen: http://ipcamlive.com/player/player.php?alias=585052f391be4

- Wikimedia Commons har flere filer relateret til Skibbroen (Ribe)

55°19′47″N 8°45′43″Ø / 55.32977°N 8.76204°Ø